# Gaudelette
Michel Gaudelette, plus connu sous son nom seul Gaudelette, est un auteur français de bande dessinée, né à Paris le 26 février 1959. Il est le fils du dessinateur André Joy.

## Biographie
Après avoir passé sept ans à travailler dans la publicité, Gaudelette entre en 1990 au mensuel Fluide glacial.
Il participe aux magazines Le Journal de Spirou et Fluide glacial. Il se reconnaît de par un style caustique, aussi bien sur le fond que sur la forme. Dans certains de ses albums - Sri-Raoul et La vie des festivals en particulier -, Gaudelette "s'amuse" à élaborer des discussions complexes, semées de constructions grammaticales ardues et de substantifs peu communs, se donnant ainsi une apparence de dessinateur snob.
Il a collaboré aux scénarios de la série animée Oggy et les Cafards. Durant la deuxième moitié des années 2000, il signe la page sommaire de chaque numéro de Fluide Glacial avec la mini-série L'édito de Snoop & Fat Boy. Il est d'ailleurs conseiller à la rédaction du mensuel.

## Œuvres
- Radada, la méchante sorcière, avec Sauger, Fluide Glacial, 1994
- Radada Tome 2, avec Sauger, Fluide Glacial, 1995
- Radada Tome 3, Fluide Glacial, 1996
- Sri-Raoul, le Petit Yogi, Fluide Glacial, 1999[2]
- La Vie des festivals, Fluide Glacial, 2001
- Pedro le Coati (dessin), avec Manu Larcenet (scénario), Dupuis :

1. Pedro le Coati, 2001  (ISBN 2-8001-2818-6).
2. Pedro le Coati 2, 2002  (ISBN 2-8001-3243-4).
3. Pedro le Coati 3, 2007  (ISBN 978-2-8001-3520-5).

## Filmographie
Sauf indication contraire, les informations mentionnées dans cette section peuvent être confirmées par la base de données cinématographiques IMDb,  présente dans la section « Liens externes ».
- 1998-2000 : Oggy et les Cafards (série d'animation), scénariste pour les saisons 1 et 2